# Mary Mollineux
 (juin 2021).
Mary Mollineux, née Mary Southworth en 1651 et morte en 1696, est une poétesse quaker britannique.

## Biographie
Elle se distingue de nombreux quakers contemporains par une éducation au latin, au grec, en sciences et en arithmétique. Elle est probablement la fille de parents catholique convertis au quakerisme. Alors qu'elle est emprisonnée au château de Lancaster en 1684, pour avoir participé à des réunions de quakers, elle rencontre Henry Mollineux, auteur de tracts quakers, et qu'elle finira par épouser. Son mari, qui mourra en 1719, est à nouveau emprisonné en 1690 pour avoir refusé de payer la dîme à l'Église d'Angleterre et Mary se bat pour obtenir sa libération.

## Œuvres
The Fruits of Retirement (Les Fruits de la Retraite) est publié à titre posthume en 1702. Cet ouvrage est une compilation des manuscrits de poésies de Mary Mollineux, rassemblés par sa cousine Frances Owen. Il est publié par l'éditrice quaker Tace Sowle, et réédité six fois au cours du XVIIIe siècle.
Ses poèmes mêlent érudition et activisme[C'est-à-dire ?], développant également des figures littéraires sur l'exil et la retraite, plus typiques d'écrivaines comme Katherine Philips puis, plus tard, Anne Finch, que des polémistes quaker. Frances Owen explique avoir rassemblé ces poèmes parce qu’elle estime qu’ils servent la cause du quakerisme. Leur inspiration est largement de source biblique et révèle peu de l'éducation classique de Mary Mollineux. Le premier, The Fall of Man (La chute de l'homme), est daté de 1663. A Meditation (Une méditation), écrit en 1668, développe des versets du Livre des Lamentations pour faire une comparaison avec la situation désastreuse des dissidents à cette époque.